# کالکوژن
| گروه → | ۱۶     |
| دوره ↓ |        |
| ------ | ------ |
| ۲      | 8 O    |
| ۳      | 16 S   |
| ۴      | 34 Se  |
| ۵      | 52 Te  |
| ۶      | 84 Po  |
| ۷      | 116 Lv |

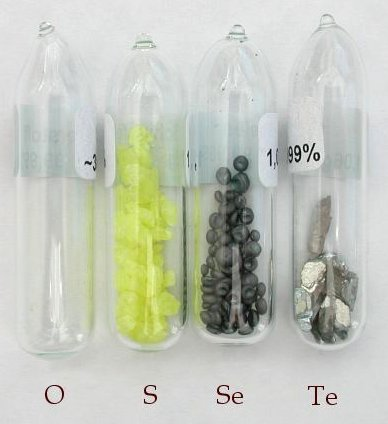
۴ عنصر اول این گروه

کالکوژن به عناصر گروه ۱۶ جدول تناوبی گفته می‌شود. این گروه به خانوادهٔ اکسیژن نیز معروف هستند. این خانواده از اکسیژن، گوگرد، سلنیوم، تلوریم و عنصر رادیواکتیو پولونیوم تشکیل شده‌است. عنصر لیورموریوم سنتزشده نیز پیش‌بینی می‌شود که در این گروه قرار بگیرد. اغلب با اکسیژن جدای از سایر کالکوژن‌ها برخورد می‌شود و گاهی نیز از محدوده نام کالکوژن‌های جدا می‌شود به دلیل رفتار شیمیایی متفاوتی که نسبت به سایر کالکوژن‌ها مانند سلنیوم، سولفور، پولونیوم و تلوریوم نشان می‌دهد. کالکوژن از ترکیب کلمهٔ یونانی khalkόs (χαλκός) به معنای مس (این کلمه همچنین برای آلیاژمس و آلیاژ قلع نیز استفاده می‌شد، هر فلزی در معنی خیالی، سنگ معدنی یا سکه) و کلمه یونانی لاتینی شده genēs به معنی تولید شده یا به دنیا آمده ایجاد شده‌است.
سولفور از روزگار باستان شناخته شده‌است و اکسیژن در قرن ۱۸ به عنوان یک عنصر شناخته شد. سلنیوم، تلوریوم و پولونیوم نیز در قرن ۱۹ و لیورمیوم در سال ۲۰۰۰ شناخته شدند. همه کالکوژن‌ها ۶ الکترون ظرفیتی دارند. رایج‌ترین حالت اکسیداسیونی +۲٬۲، +۴، +۶ است. کالکوژن‌ها و مخصوصاً سبکترین آن‌ها شعاع اتمی نسبتاً کوچکی دارند.
کالکوژن‌های سبک در حالت عنصریشان اغلب غیرسمی و عنصر مهم برای حیات هستند در حالی که سنگین ترها معمولاً سمی هستند. همهٔ کالکوژن‌ها نقش کوچکی در فعالیت‌های بیولوژیکی دارند مثلاً به عنوان مواد مغذی یا سم. کالکوژن‌های سبک مانند سولفور و اکسیژن به صورت خالص اغلب مفید هستند. سلنیوم ماده مغذی بسیار مهمی، اما معمولاً سمی است. تلوریوم اغلب تأثیرات ناخوشایندی دارد و پولونیوم به دلیل سمیت شیمیایی و خاصیت رادیواکتیویته آن همیشه بسیار خطرناک است.
گروه کالکوژن‌ها (به انگلیسی: Chalcogens) شانزدهمین ستون در جدول تناوبی و یکی از گروه‌های جدول تناوبی عناصر است که شامل عناصر زیر می‌شود:
- اکسیژن
- گوگرد
- سلنیم
- تلوریم
- پولونیم
- لیورموریوم

| Z   | عنصر       | ساختار زیر لایه‌های الکترونی |
| --- | ---------- | --------------------------- |
| ۸   | اکسیژن     | ۲, ۶                        |
| ۱۶  | گوگرد      | ۲, ۸, ۶                     |
| ۳۴  | سلنیوم     | ۲, ۸, ۱۸, ۶                 |
| ۵۲  | تلوریم     | ۲, ۸, ۱۸, ۱۸, ۶             |
| ۸۴  | پولونیم    | ۲, ۸, ۱۸, ۱۸, ۳۲, ۶         |
| ۱۱۶ | لیورموریوم | ۲, ۸, ۱۸, ۱۸, ۳۲, ۳۲, ۶     |